# Brigitte Eisenmann
Brigitte Eisenmann (* 10. April 1942; † 26. April 2011) war eine deutsche Chemikerin und Professorin an der Technischen Universität Darmstadt, wo sie die erste Professorin für Chemie war. Gemeinsam mit Herbert Schäfer erweiterte sie die Definition der Zintl-Phasen.

## Leben
Eisenmann studierte Chemie an der Ludwig-Maximilians-Universität München. Sie schloss ihre Dissertation „Zur Strukturchemie binärer und ternärer Verbindungen von Erdalkalimetallen mit Elementen der IV. Hauptgruppe“ in der Gruppe von Armin Weiss 1971. Kurz darauf begann sie in der neu gegründeten Gruppe von Herbert Schäfer an der Technischen Universität Darmstadt zu forschen. Gemeinsam mit ihm forschte sie an Zintl-Phasen. Eisenmann arbeitete zunächst als wissenschaftliche Assistentin. Ein Jahr später arbeitete sie als Dozentin. Drei Jahre später wurde sie Akademische Oberrätin. 1986 starb Herbert Schäfer und Eisenmann setzte ihre gemeinsame Arbeit fort. Darüber hinaus fand sie ihr eigenes Forschungsprofil. 1990 habilitierte sie sich mit der Arbeit „Zintlphasen mit komplexen Anionen“. Später wurde sie außerordentliche Professorin. Sie war die erste Professorin für Chemie an der Technischen Universität Darmstadt. Sie trug auch zum Landolt-Börnstein bei.

## Forschung
Sie entdeckte das Si4−Schmetterlingsanion in Ba3Si4 während ihrer Dissertation. Darüber hinaus erweiterten sie und Herbert Schäfer die Definition der Zintl-Phasen: Zintl-Phasen sind in ihrer Definition intermetallische Verbindungen mit einem ausgeprägten heteropolaren Bindungsbeitrag. Darüber hinaus sollten ihre Anionen-Teilgitter der (8-N)-Regel gehorchen. Letztere Regel wurde bei der Definition der Zintl-Phasen neu eingeführt. Bis heute wird diese Arbeit mehr als 300 Mal zitiert.

## Ausgewählte Publikationen
- Brigitte Eisenmann, Herbert Schäfer: Elements, Borides, Carbides, Hydrides. Hrsg.: K.-H. Hellwege, A. M. Hellwege (= Landolt-Börnstein – Group III Condensed Matter. 14a). Springer-Verlag, Berlin/Heidelberg 1988, ISBN 978-3-540-17814-9, doi:10.1007/b31112 (englisch, Online).
- Herbert Schäfer, Brigitte Eisenmann, Wiking Müller: Zintl Phases: Transitions between Metallic and Ionic Bonding. In: Angewandte Chemie International Edition in English. 12. Jahrgang, Nr. 9, 1973, ISSN 1521-3773, S. 694–712, doi:10.1002/anie.197306941 (englisch).